# Nurd-Kamal
Nurd-Kamal (Нурд-Камал) je sunnitská mešita v ruském městě Norilsk (Krasnojarský kraj). Nechal ji postavit místní podnikatel tatarského původu Midechat Bikmejev a nazval ji podle svého otce Nurudina a matky Gajnikamal. Autorem projektu je architekt Jevgenij Solnyškin. Stavba byla zahájena v roce 1993 a mešita byla otevřena pro věřící 19. září 1998. Mešita je dvoupatrová a má půdorys hvězdy. Minaret je vysoký třicet metrů a má neobvyklý čtvercový průřez, díky němuž lépe odolává místnímu klimatu se silnými mrazy a vichřicemi. Guinnessova kniha rekordů uvádí Nurd-Kamal jako nejsevernější mešitu na světě.  